# Tímea Nagy
Tímea Nagy (n. 20 august 1970, Budapesta) este o scrimeră maghiară specializată pe spadă.
Este dublă campioană olimpică la Sydney 2000 și la Atena 2004. A cucerit medalia de aur la Campionatul Mondial din 2006 de la Torino și la Campionatul European din 2005 de la Keszthely. Cu echipa Ungariei, este de cinci ori campioană mondială în 1992, 1993, 1995, 1997 și 1999.

## Legături externe
Materiale media legate de Tímea Nagy la Wikimedia Commons
- Prezentare Arhivat în 12 aprilie 2015, la Wayback Machine. la Confederația Europeană de Scrimă
- Rezultate olimpice Arhivat în 5 iulie 2017, la Wayback Machine. pe sports-reference.com
- en Tímea Nagy la Olympedia.org